# Solomon Warriors
Solomon Warriors is een voetbalclub uit Honiara, op de Salomonseilanden. 